# Pterotricha dalmasi
Pterotricha dalmasi es una especie de araña araneomorfa del género Pterotricha, familia Gnaphosidae. Fue descrita científicamente por Fage en 1929.
Habita en Argelia, Egipto, Sudán, Israel, Jordania, Arabia Saudita, Emiratos Árabes Unidos e Irán.